# Azteca beltii
Azteca beltii este o specie de furnică din genul  Azteca. Descrisă de Carlo Emery în 1893, specia este endemică pentru America de Nord și America de Sud.